# Jahrsdorf (Hilpoltstein)

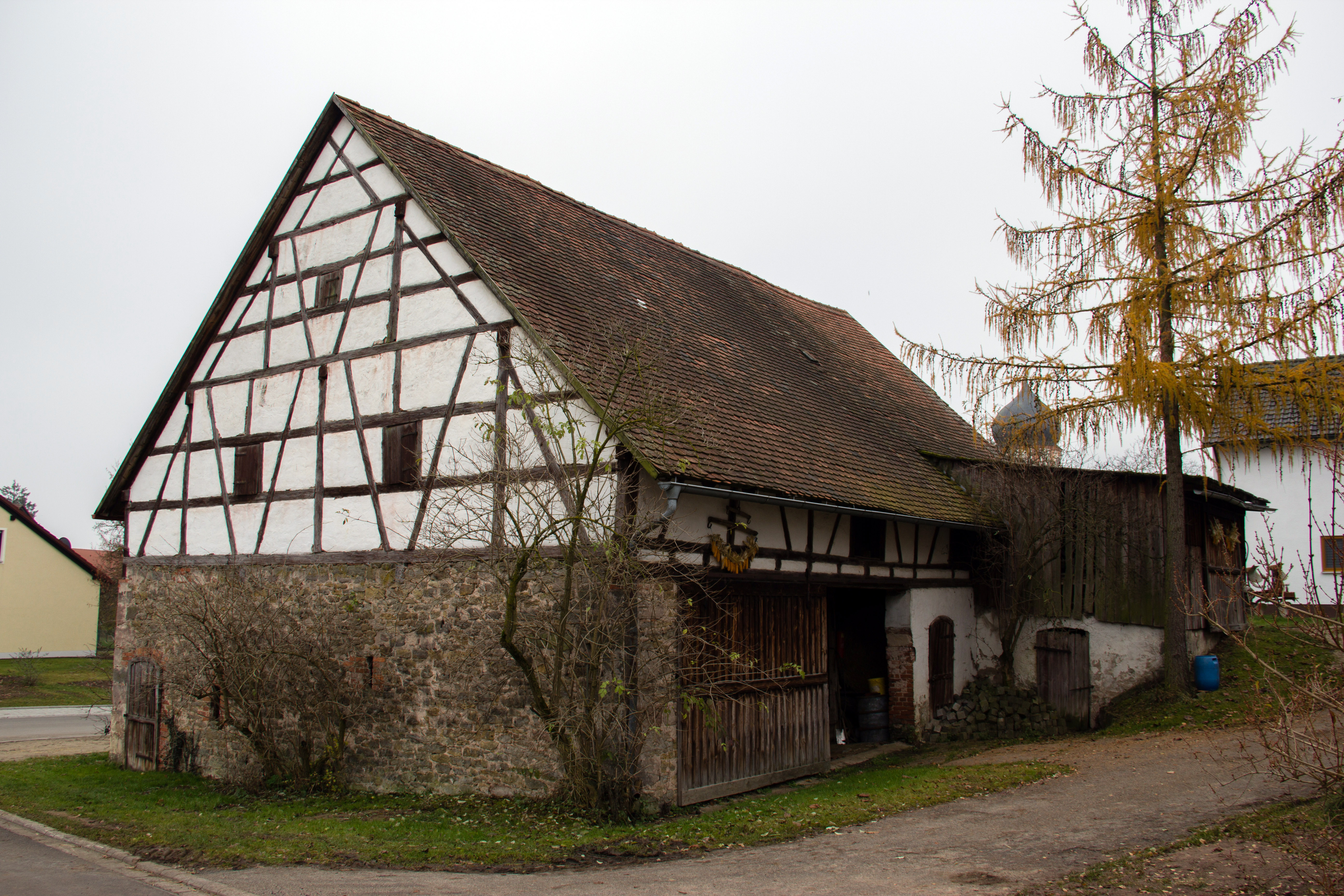
Fachwerkstadel in Jahrsdorf

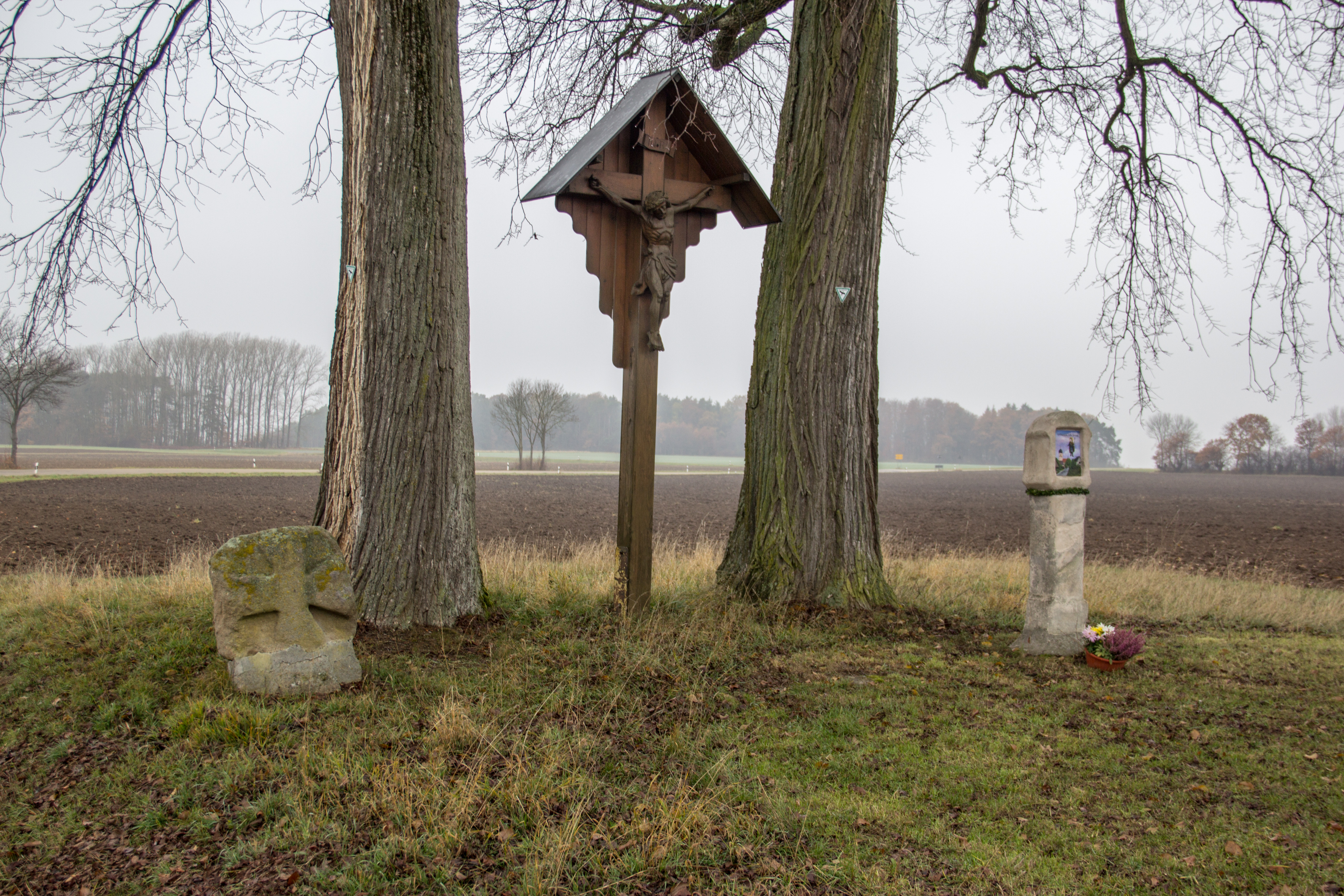
Religiöse Kleindenkmäler an der Straße nach Grauwinkl

Jahrsdorf  ist ein Gemeindeteil der Stadt Hilpoltstein im Landkreis Roth (Regierungsbezirk Mittelfranken, Bayern). Die Gemarkung Jahrsdorf hat eine Fläche von 5,982 km². Sie ist in 612 Flurstücke aufgeteilt, die eine durchschnittliche Flurstücksfläche von 9774,01 m² haben.

## Lage
Das Pfarrdorf liegt umgeben von Feldern und Wiesen circa fünf Kilometer südöstlich von Hilpoltstein im Vorland der Mittleren Frankenalb.

## Ortsnamensdeutung
Nach den ältesten Belegen lautete der Ortsname auf „Gozdorf/Gotzsdorf/Gosdorf“, das „Dorf des Goz“. Aus „Gosdorf“ wurde „Garsdorf/Garßdorf“ und schließlich „Jahrsdorf“. Der Wechsel von „g“ zu „j“ kommt häufig vor.

## Geschichte
Jahrsdorf wurde unter Abt Arnold von Heilsbronn (1182–1210) erstmals urkundlich erwähnt; der blinde Konrad – wahrscheinlich ein Angehöriger des Jahrsdorfer Ortsadels – schenkte sein Gut in „Gozdorf“ dem Kloster. Der Ortsadel von Jahrsdorf erscheint in Urkunden bis 1650. 1447 stiftete die Neumarkter Bürgerin Margareta Anhart mit ihren Söhnen die Einkünfte und den Zehent von einer Hofstatt in Jahrsdorf, die sie von Hans und Christina von Jahrsdorf erworben hatte, an die Neumarkter Hofkapelle St. Ursula. Im Jahre 1457 verkaufte Agnes Jarstorferin ihren Hof „zunächst an der Kirchen“, genannt Ziegelhof, an ihre Brüder. 1497 starb ein Hans von Jarsdorf, der in der Pfarrkirche St. Walburga in Zell begraben wurde. Die Jahrsdorfer waren ein Dienstmannengeschlecht der Reichsministerialen von Stein. Während 1322 noch von den Herren von Gosdorf die Rede ist, wird 1365 ist in einer Urkunde Gotz der „Jarsdorffer“ genannt. Die Gastorfer/Jarsdorfer gelangten zu hohen Ämtern; 1343 war Gottfried Gastorfer Richter zu (Hilpolt-)Stein, Landrichter der Grafschaft Hirschberg war 1375 bis 1409 Albrecht Jarsdorfer und Landrichter zu Graisbach 1441 bis 1448 Konrad Jarsdorfer. Eine Linie der Jahrsdorfer saß im 14. und 15. Jahrhundert zu Pyrbaum, eine weitere in Zell (1480: Johann Jarsdorfer).
Im Jahre 1542, als die Reichsstadt Nürnberg mit Dekret vom 22. Juni in dem an sie verpfändeten pfalz-neuburgischen Amt Hilpoltstein die Reformation einführte, wurde Jahrsdorf, aus 39 Untertanen bestehend und bis dahin eine Filiale der Urpfarrei Laibstadt, eine eigene protestantische Pfarrei, der 1548 Weinsfeld zugeteilt wurde. Im Jahre 1604 wurde ein Pfarrhof erbaut. 1627 erfolgte die Gegenreformation durch Pfalz-Neuburg; Weinsfeld blieb Filiale von Jahrsdorf, wurde aber später Expositur und schließlich Pfarrei. Für 1669 hat sich eine Einkommensbeschreibung des Schullehrers erhalten. Im Jahre 1677 war das Schulhaus am Einfallen. 1765 erfolgte ein Neubau, der 1837 abgebrochen und wiederum durch einen Neubau ersetzt wurde. Der Lehrer war zugleich Organist und Kantor an der Pfarrkirche.
Gegen Ende des Alten Reiches, um 1800, war Jahrsdorf ein Dorf von 45 Untertanen-Anwesen, die 17 verschiedenen Grundherren gehörten,
- je ein Anwesen dem Kastenamt Hilpoltstein, der Kirche Jahrsdorf, der Wölkern’schen Gutsherrschaft Nürnberg, der Familie Stromer zu Nürnberg, der Familie Böheim zu Nürnberg, der Grundherr’schen Familienstiftung, der Spitalstiftung Nürnberg und dem St. Klaraamt Nürnberg,
- je zwei Anwesen dem Klosteramt Seligenporten, der Chorstiftung Hilpoltstein, der Pfarrkirche Hilpoltstein und der Hofmark Mörlach,
- drei der Reichen Almosenstiftung Hilpoltstein (gestiftet 1486 durch die Familie Hutzelmaier, später mehrere Zustiftungen),[24]
- vier der Protestantischen Kultusstiftung Nürnberg,
- sechs der Geistlichen Gefälladministration Neumarkt in der Oberpfalz (im 16. Jahrhundert gehörten diese einem Neumarkter Geistlichen) und
- neun dem ehemals pfalz-neuburgischen, seit 1777 kurbayerischen Pflegamt Hilpoltstein;
- sieben waren frei eigen.

Zum Dorf gehörten noch die Kirche und die Schule. Das Pflegamt Hilpoltstein übte die hohe und niedere Gerichtsbarkeit aus.
Im neuen Königreich Bayern (1806) wurde ein Steuerdistrikt Jahrsdorf gebildet; die Gemeinde Jahrsdorf hatte noch den südwestlich von Jahrsdorf liegenden Krohenhof als Gemeindeteil (1820: 1 Hof, 12 Bewohner; 1867: 11 Bewohner, 5 Gebäude; um 1900 amtlich nicht mehr aufgeführt). Zum Steuerdistrikt gehörte noch Patersholz mit Eibach, Pierheim mit Bischofsholz, Solar mit Schafhof und Grauwinkl.
Im Jahre 1808 gab es in Jahrsdorf 30 Pferde und 48 Ochsen. 1875 wurden in Jahrsdorf zwölf Pferde und 380 Rinder gehalten. 1904 war der Bestand an Rindern auf 394 Tiere angestiegen; außerdem gab es im Dorf elf Pferde, 240 Schafe und 225 Schweine.
In den Jahren nach dem Zweiten Weltkrieg wuchs die Bevölkerung in Jahrsdorf durch Flüchtlinge und Vertriebene vorübergehend stark an. Seit dem 1. Januar 1972 gehört der bis dahin selbständige Ort zur Stadt Hilpoltstein.

## Einwohner- und Wohngebäude-Entwicklung
- 1818: 257 (47 Anwesen; 44 Familien)[32]
- 1836: 264 (46 Häuser)[33]
- 1861: 283 (110 Gebäude, 1 Kirche, Schule)[26]
- 1871: 256 (113 Gebäude)[29]
- 1900: 247 (246 Katholiken, 1 Protestant; 49 Wohngebäude)[30]
- 1937: 274 (darunter 4 Protestanten)[34]
- 1950: 359 (52 Wohngebäude)[25]
- 1961: 259 (53 Wohngebäude)[35]
- 1970: 274[36]
- 1987: 161 (41 Wohngebäude, 48 Wohnungen)[37]

## Katholische Pfarrkirche „Mariä Geburt“

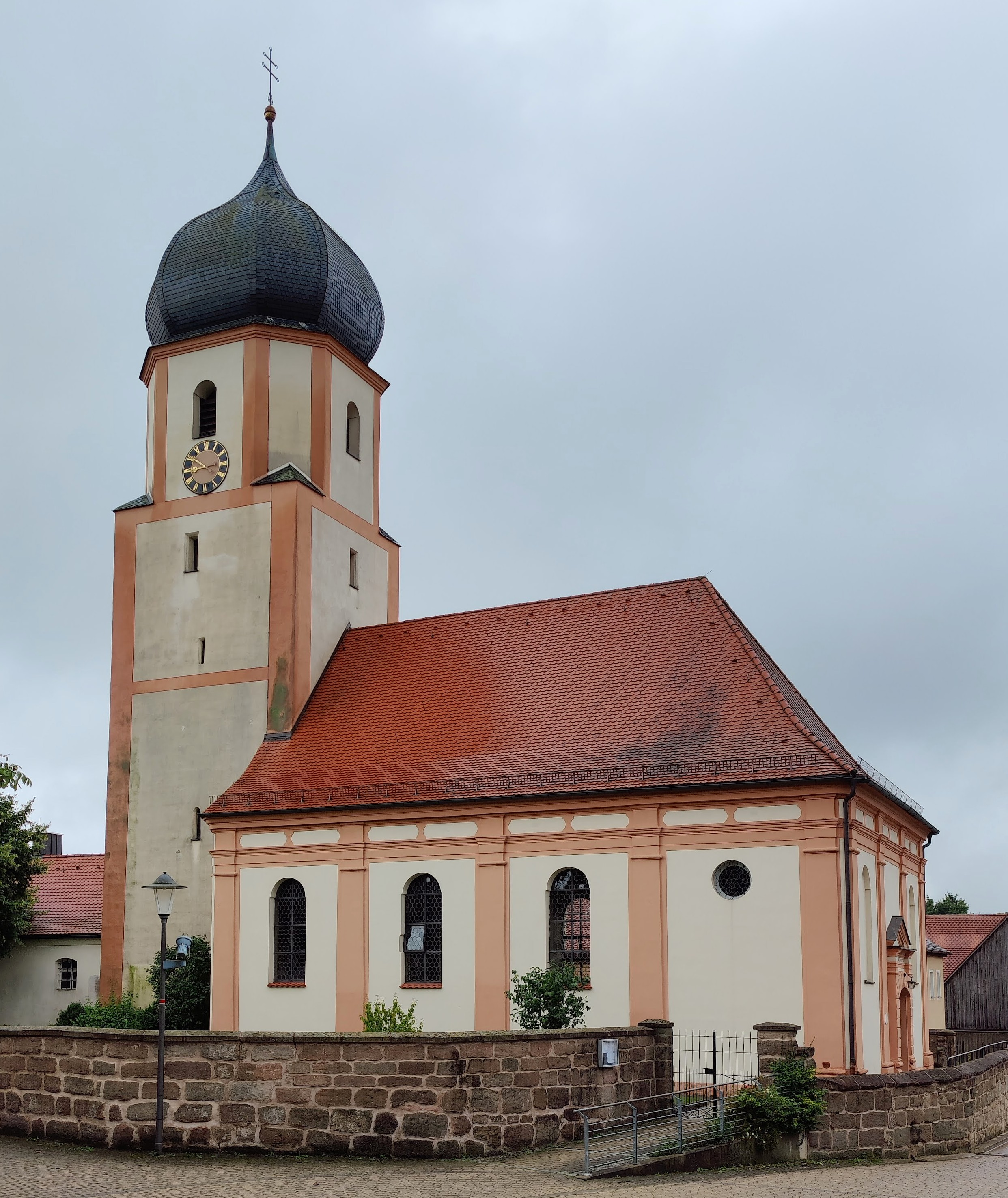
Kath. Pfarrkirche Mariä Geburt

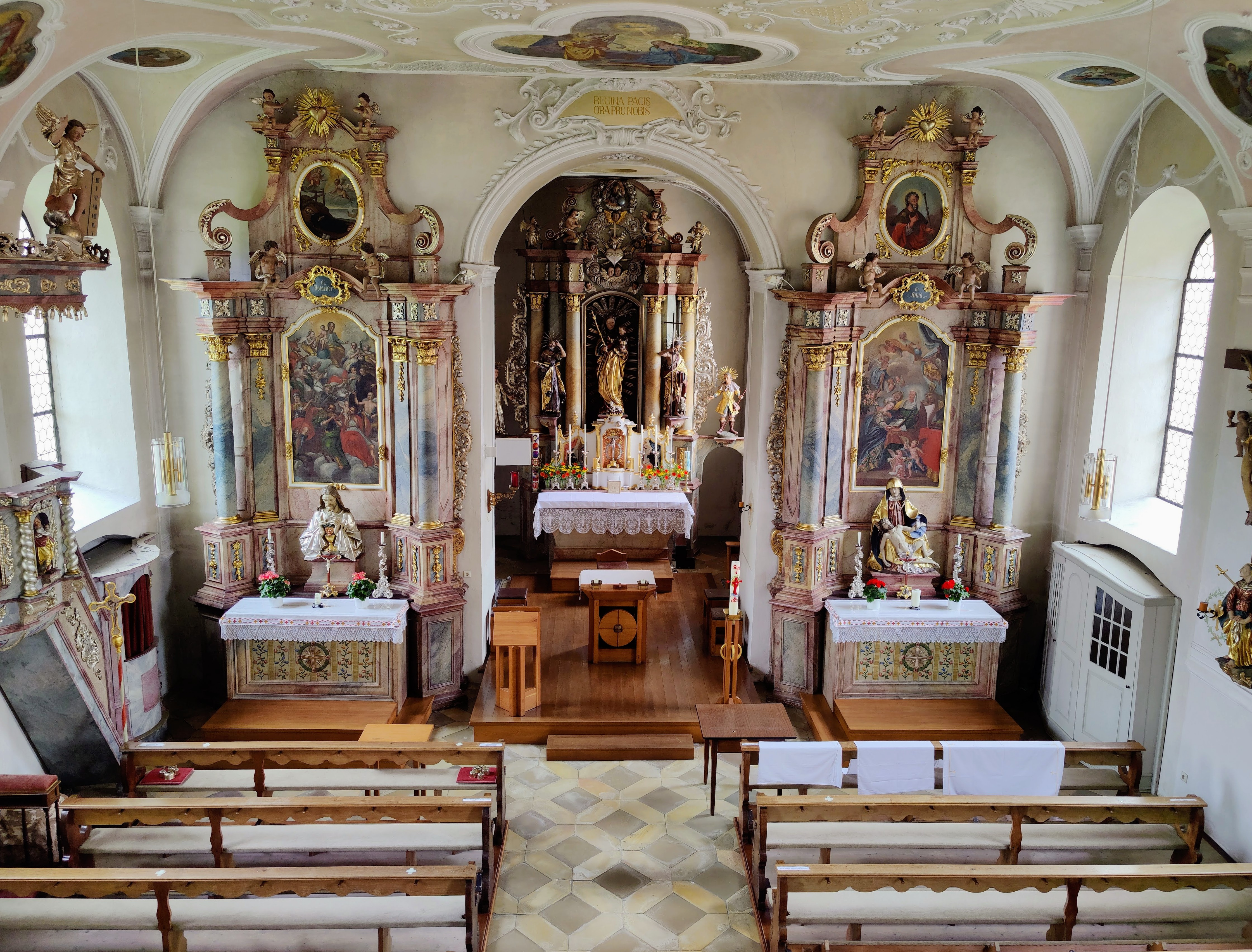
Innenraum (2021)

Diese wurde 1728 bis auf den mittelalterlichen Unterbau des Chorturmes unter der Leitung des neuburgischen Stadtmaurermeisters Johan Boissinger im Barockstil neu gebaut und am 21. Oktober 1728 benediziert; die Konsekration erfolgte erst am 9. Oktober 1781. Die Maße sind 10,30 mal 15,70 Meter. Das achteckige Turmobergeschoss mit Kuppel stammt von 1729. Die Nebenaltäre von 1692, vom Vorgängerbau übernommen, wurden 1744 durch neue Altäre ersetzt; gleichzeitig kam ein neuer Hochaltar „mit bedeutender Marienfigur von circa 1470“, einer Strahlenmadonna, in die Kirche. 1745 wurde eine Orgel vom Orgelbauer Caspar König installiert. 1912 baute der Orgelbauer Edenhofer aus Deggendorf ein neues Orgelwerk ein. 2012 wurde eine neue Orgel von Johannes Rohlf in das barocke Gehäuse eingebaut. 1828 kam ein neuer Tabernakel auf den Hochaltar. 1887 wurde von Sebastian Würsching das Mariä-Himmelfahrt-Deckenbild „völlig erneuert“.

## Baudenkmäler
Außer der Pfarrkirche gelten das Bauernhaus Jahrsdorf A 42, das Wohnstallhaus Jahrsdorf A 22, das ehemalige Pfarrhaus Jahrsdorf G 3 mit Nebengebäude und Gittertor sowie der Bildstock und Kreuzstein an der Straße nach Grauwinkl als Baudenkmäler.

## Persönlichkeiten
- Georg Barst/Parst, Goldschmied(meister) und Silberarbeiter, * in Jahrsdorf, begraben am 13. September 1661 in Nürnberg[41]
- Johannes Schmidt (* 1931), Domkapitular und Caritasdirektor

## Verkehr
Die Autobahn A 9 verläuft circa 1200 Meter östlich am Ort vorbei, in 2,5 km Entfernung ist die Auffahrt Hilpoltstein (AS 56). Ein dort liegendes Gewerbegebiet gehört ebenfalls zu Jahrsdorf. Südlich wird der Ort von der Staatsstraße 2238 umgangen.